# Dina Vinhofvers
Dina Vinhofvers (født omkring 1620 i København, død 11. juli 1651). Hendes forældre blev født i Tyskland, men havde bosat sig i København, da hun blev født. Hun voksede op i kummerlige kår og familien ernærede sig primært ved moderens arbejde i Tugthuset. Hendes far døde tidligt, og familien blev endnu fattigere. Dina giftede sig under et ophold i Holsten med David Schumacher (død 1650), som hun fik en datter med i årene omkring 1640.
Efter ægtemandens død og et længere ophold i Lübeck rejste hun hjem til København med sin datter og sin elsker Jørgen Walter. I København flyttede hun ind hos sin stedfar, væveren Samson Gertzen. Her ernærede hun sig ved at gumme og perse silketøj, og hun noteres for at føre et usædeligt liv.
Jørgen Walter blev i 1650 optaget i den danske adelstand, og i 1651 blev han udnævnt til oberst og kongelig råd. Han iværksatte et rænkespil for at ramme Corfitz Ulfeldt. Planen ramte Dina, selv om det måske ikke var hans hensigt. Dina Vinhofvers beskyldte Corfitz Ulfeldt for at være far til hendes datter. Hun blev ved tre forskellige retssager dømt for forræderi og henrettet mandag 11. juli 1651 på pladsen ved Københavns Slot.

## I litteraturen
Hendes historie, eller dele heraf, er beskrevet i bøgerne Rejsen til Messias af Ebbe Kløvedal Reich og Dina af Adam Oehlenschlæger (1842). Historien er direkte ophav til den sidstnævnte.